# Bindki
Bindki es  una ciudad y municipio situado en el distrito de Fatehpur en el estado de Uttar Pradesh (India). Su población es de 36926 habitantes (2011). 

## Demografía
Según el  censo de 2011 la población de Bindki era de 36926 habitantes, de los cuales 19562 eran hombres y 17364 eran mujeres. Bindki tiene una tasa media de alfabetización del 77,60%, superior a la media estatal del 67,68%: la alfabetización masculina es del 82,92%, y la alfabetización femenina del 71,61%.